# Iglesia de Jesús, María y José (Cuzco)
La "Iglesia de Jesús, María y José", llamada también "Iglesia de la Sagrada Familia" es una iglesia católica que, junto con la Catedral y la Iglesia del Triunfo, forma el complejo catedralicio de la ciudad del Cusco, Perú. Está ubicada al lado norte de la Catedral en la Plaza de Armas de dicha ciudad.  El complejo ocupa un área de 3,918.76 metros cuadrados y es el monumento religioso más importante del Centro Histórico del Cusco. 

## Historia
El territorio donde hoy se levanta este edificio fue utilizado como el primer cementerio de la ciudad ubicado al costado de la catedral. El 13 de septiembre de 1723 se colocó la primera piedra para iniciar la construcción del templo por encargo del obispo Gabriel de Arregui. Tras la muerte del arquitecto encargado de la obra, se reinicia en 1733 y fue concluida el 3 de septiembre de 1735 a pesar de la paralización en sus obras por la muerte del arquitecto y del obispo de Arregui en 1724. 
La iglesia no sufrió daños por el terremoto de  1950. En 1996 con el apoyo del Arzobispado del Cuzco y la Unión Europea, el Templo es restaurado íntegramente que por su mal estado de conservación estuvo cerrado cerca de 30 años.

## Descripción
El templo está compuesto por una nave en cruz latina de planta rectangular con pequeñas hornacinas laterales. Los muros al interior del templo son de piedra pulida con enlucido de cal. Toda la iglesia está construida también con andesita. El techo del templo está compuesto por cinco bóvedas construidas con ladrillos rectangulares. En el sector del presbiterio se ubica el retablo o altar mayor de estilo barroco con dos sacristías laterales.
El muro de la fachada esta tratado como un lienzo de cantería de forma rectangular, compuesta de tres cuerpos. La coronación de la fachada es una cenefa con adornos circulares sobre la cual remata la cornisa.

#### Libros y Publicaciones
- Angles Vargas, Víctor (1983). Historia del Cusco (Cusco Colonial) Tomo II Libro Primero. Lima: Industrialgrafica S.A.
- Kubler, George (1953). «Cuzco Reconstrucción de la ciudad y restauración de sus monumentos Informe de la misión enviada por la Unesco en 1951». UNESCO. Consultado el 26 de agosto de 2019.

- Datos: Q42827777
- Multimedia: Templo de la Sagrada Familia (Cusco) / Q42827777